# Роберто Гомес Педроза
Роберто Гомес Педроза (порт. Roberto Gomes Pedrosa, 8 червня 1913, Ріо-де-Жанейро, Бразилія — 6 січня 1954, там само) — бразильський футболіст, що грав на позиції воротаря, зокрема, за клуби «Ботафогу» та «Сан-Паулу», а також національну збірну Бразилії. По завершенні ігрової кар'єри — спортивний функціонер. Триразовий переможець Ліги Каріока. 

## Клубна кар'єра
У футболі дебютував 1930 року виступами за команду «Ботафогу», в якій провів чотири сезони. 
Протягом 1935—1937 років захищав кольори команди клубу «Естудіантес Пауліста».
1938 року перейшов до клубу «Сан-Паулу», за який відіграв 1 сезон. Завершив професійну кар'єру футболіста виступами за «Сан-Паулу» у 1939 році.

## Виступи за збірну
1934 року дебютував в офіційних матчах у складі національної збірної Бразилії. Протягом кар'єри у національній команді провів у її формі 20 ігор, тільки 2 з яких були офіційними. 
У складі збірної був учасником чемпіонату світу 1934 року в Італії, де зіграв в єдиному поєдинку команди на турнірі проти збірної Іспанії (1-3).

## Поза полем
Ще в 1940 році був обраний радником «Сан-Паулу». 
У 1941 році був призначений директором футбольного департаменту, а через рік отримав звання заслуженого партнера. 
У 1943 році був призначений директором технічного департаменту Федерації футболу Паулісти. 
У 1944 році обіймав посаду генерального секретаря Федерації футболу Паулісти.
У 1945 році був обраний членом обласної спортивної ради. 
У 1946 році був обраний на посаду президента «Сан-Паулу», а його плідна робота залишила незгладимі позначки в житті клубу. 
У 1947 році був обраний президентом Федерації футболу Паулісти - посаду, яку він обіймав після двох повторних виборів, до 1954 року, року його смерті, лише у сорок років. 
Також був радником «Сан-Паулу» для законодавчої влади.
Помер 6 січня 1954 року на 41-му році життя у місті Ріо-де-Жанейро. Тіло Педрози було знайдено служницею в його квартирі в Санта-Чечілії. Напередодні вона не зрозуміла, що він вже мертвий, уявивши, що він спить. За даними газети "Folha da Manhã", Педрозі раптово стало зле у ванній кімнаті, і він впав, розбивши унітаз, але зміг встати і піти до свого ліжка. На розтині констатували смерть у стані сп'яніння.

## Титули і досягнення
- Переможець Ліги Каріока (3):

«Ботафогу»: 1932, 1933, 1934

## Пам'ять
У 1967 році на його честь був створений турнір, який двічі виграв Палмейрас, по разу - Флуміненсе і Сантус. Турнір вважається попередником сучасного чемпіонату Бразилії
Сьогодні ім'я Педрози носить площа в Сан-Паулу, де знаходиться стадіон Сісеру Помпеу ді Толеду.